# 张德夫
張德夫（1535年—1580年），字子成，號梅潭，江西浮梁人，明朝政治人物，同進士出身。

## 生平
嘉靖三十四年（1555年）乙卯科江西乡试四十三名，四十四年（1565年）登乙丑科会试二百八十二名，廷试三甲一百三十六名進士。礼部观政，本年六月授丹阳知县，丁忧。隆慶三年（1569年）七月復除長洲縣知縣。在任期間修撰《萬曆長洲志》。五年五月升刑部主事，万历元年（1573年）三月养病。四年二月復除工部，七月杭州抽分，六年二月升员外，七年二月升郎中，管张秋河道，八年正月卒。

## 家族
曾祖张文祐。祖张玺。父张烈，累赠员外郎。母章氏，累赠宜人；继母郑氏。兄张枢夫、张幹夫。